# NTM Creoula
NTM Creoula (встречается также обозначение UAM Creoula) — четырёхмачтовое парусное судно, с 1987 года служащее учебным кораблём военно-морского флота Португалии.

## История
Построено на верфи Companhia União Fabril (CUF) в Лиссабоне (Португалия) для рыболовецкой компании «Parceria Geral de Pescarias» всего за 62 дня и спущено на воду 10 мая 1937 года. До 1973 года в составе португальского рыбопромыслового Белого флота совершило 37 рейсов по вылову трески в акваториях Ньюфаундленда и Гренландии, пройдя в общей сложности 300 000 морских миль.
Между 1973 и 1979 годами судно оставалось на якоре в Лиссабоне, после чего было приобретено португальским министерством рыболовства для преобразования в профильный корабль-музей. Однако во время ремонта на верфи H. Parry & Son было замечено, что корпус находится в отличном состоянии, поэтому было решено вернуть парусник на службу. В 1987 году он стал одной из мореходных школ ВМФ Португалии. На гербе корабля с тех пор изображены две серебряных трески.

## Комментарии
1. ↑  Префикс NTM означает «Морской учебный корабль» (порт. Navio de Treino de Mar).
2. ↑  Префикс UAM означает «Вспомогательное подразделение ВМФ» (порт. Unidade Auxiliar da Marinha).